# Douglas Gordon
Douglas Gordon, född 1966, är en skotsk konstnär. 
Douglas Gordon har bl.a. studerat på Glasgow School of Art och Tlade School od Fine Art. Han hade sin första separatutställning 1986.
Gordon vann Turner Prize 1996 och representerade Storbritannien på Venedigbiennalen.
Gordon arbetar främst med videokonst.
Han fick 2012 Käthe Kollwitzpriset.